# Kraaienburg
Kraaienburg is een buurtschap in de gemeente Drechterland, in de Nederlandse provincie Noord-Holland. 
Kraaienburg is gelegen aan het Markermeer, voorheen de Zuiderzee, in het zuidoosten van Drechterland, waar het formeel tot het dorp Wijdenes behoort. Kraaienbrug is een van de jongste van de buurtschappen in de gemeente Drechterland.
De plaats ontstond in de 19e eeuw, en is vernoemd naar een stolpboerderij met losstaande stallen die de naam Kraaienburg droeg, gelegen in de gemeente Wijdenes. Rond deze stolpboerderij kwamen in loop der tijd andere boerderijen, waardoor de boerenplaats een echte plaatsnaam werd. De plaatsnaam komt in de geschriften voor het eerst voor in 1866 als Kraaijenburg. De oorspronkelijke stolpboerderij werd na de Tweede Wereldoorlog afgebroken en de losstaande stallen werden omgebouwd tot woonruimte. Tussen 1970 en 2006 viel de buurtschap onder de gemeente Venhuizen, die op 1 januari 2006 opging in de gemeente Drechterland.
In Kraaienburg is een boerderijcamping gevestigd.

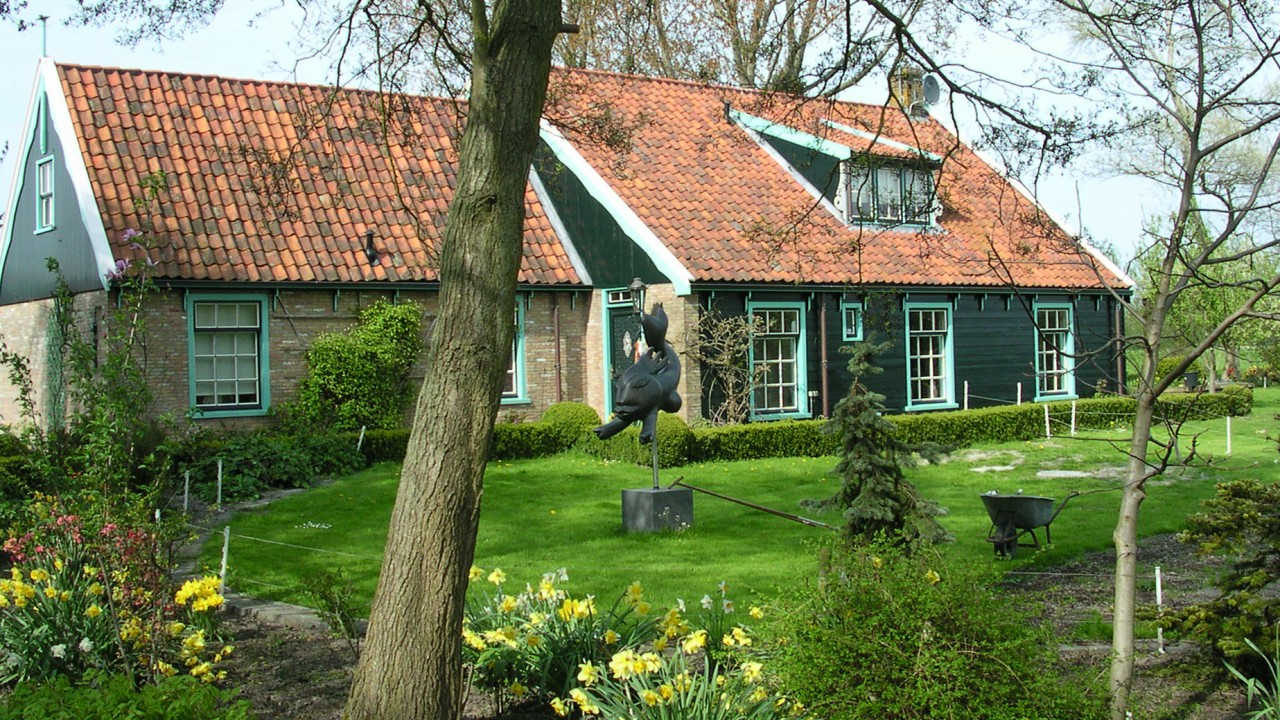
Uitgebouwde arbeiderswoning

Dorpen: Hem · Hoogkarspel · Oosterblokker · Oosterleek · Schellinkhout · Venhuizen · Westwoud · Wijdenes

Buurtschappen: Binnenwijzend · Blokdijk · De Bangert (deels) · De Buurt · De Hout · De Weed · Kraaienburg · Leekerweg · Munnickaij (deels) · Oostergouw · Oosterwijzend · Oudijk · Tersluis · Westerbuurt · Westerwijzend · Wijmers · Zittend
Noord-Holland: Steden en dorpen      Nederland: Provincies · Gemeenten